# Терлицька сільська рада
Те́рлицька сільська́ ра́да — адміністративно-територіальна одиниця та орган місцевого самоврядування в Монастирищенському районі Черкаської області. Адміністративний центр — село Терлиця.

## Загальні відомості
- Населення ради: 518 осіб (станом на 2001 рік)

## Населені пункти
Сільській раді були підпорядковані населені пункти:
- с. Терлиця

## Склад ради
Рада складалась з 12 депутатів та голови.
- Голова ради: Біднячук Андрій Савович
- Секретар ради: Аліщук Наталія Сергіївна

### Керівний склад попередніх скликань
| Прізвище, ім'я, по батькові | Основні відомості                                                                       | Дата обрання | Дата звільнення |
| --------------------------- | --------------------------------------------------------------------------------------- | ------------ | --------------- |
| Біднячук Андрій Савович     | Сільський голова, 1958 року народження, освіта вища, член Соціалістичної партії України | 26.03.2006   | 31.10.2010      |
| Біднячук Андрій Савович     | Сільський голова, 1958 року народження, освіта вища, безпартійний                       | 31.10.2010   |                 |

Примітка: таблиця складена за даними сайту Верховної Ради України

### Депутати
За результатами місцевих виборів 2010 року депутатами ради стали:

#### За суб'єктами висування
| Суб'єкт висування                                       | Кількість обраних депутатів | %    |
| ------------------------------------------------------- | --------------------------- | ---- |
| Партія регіонів                                         | 6                           | 50   |
| Політична партія Всеукраїнське об'єднання «Батьківщина» | 3                           | 25   |
| Самовисування                                           | 2                           | 16,7 |
| Комуністична партія України                             | 1                           | 8,3  |

#### За округами
| № округу                                                | Прізвище, ім'я, по батькові    | Дата визнання обраним | Освіта  | Партійна приналежність                        | Відомості про обраного депутата            |
| ------------------------------------------------------- | ------------------------------ | --------------------- | ------- | --------------------------------------------- | ------------------------------------------ |
| Комуністична партія України                             |                                |                       |         |                                               |                                            |
| 4                                                       | Гніденко Петро Павлович        | 01.11.2010            | середня | член Комуністичної партії України             | тимчасово не працює                        |
| Партія регіонів                                         |                                |                       |         |                                               |                                            |
| 1                                                       | Допіра Раїса Володимирівна     | 01.11.2010            | середня | член Партії регіонів                          | тимчасово не працює                        |
| 2                                                       | Плахотнюк Василь Анатолійович  | 01.11.2010            | середня | член Партії регіонів                          | тимчасово не працює                        |
| 8                                                       | Кухар Валентина Василівна      | 01.11.2010            | середня | член Партії регіонів                          | Дитсадок, помічник вихователя              |
| 9                                                       | Нагорний Олексій Антонович     | 01.11.2010            | середня | член Партії регіонів                          | тимчасово не працює                        |
| 11                                                      | Доломан Григорій Кирилович     | 01.11.2010            | середня | член Партії регіонів                          | пенсіонер                                  |
| 12                                                      | Коваленко Тетяна Володимирівна | 01.11.2010            | вища    | член Партії регіонів                          | Навчально-виробничий комбінат, вчитель     |
| Політична партія Всеукраїнське об'єднання «Батьківщина» |                                |                       |         |                                               |                                            |
| 5                                                       | Біднячук Олександр Петрович    | 01.11.2010            | середня | член Всеукраїнського об'єднання «Батьківщина» | фермерське господарство «Лан», голова      |
| 6                                                       | Біднячук Юрій Петрович         | 01.11.2010            | середня | член Всеукраїнського об'єднання «Батьківщина» | фермерське господарство «Світанок», голова |
| 10                                                      | Горопацька Катерина Василівна  | 01.11.2010            | середня | член Всеукраїнського об'єднання «Батьківщина» | тимчасово не працює                        |
| Самовисування                                           |                                |                       |         |                                               |                                            |
| 3                                                       | Ящук Ольга Сергіївна           | 29.01.2012            | вища    | позапартійна                                  | Терлицька сільська рада, бухгалтер         |
| 7                                                       | Аліщук Наталія Сергіївна       | 01.11.2010            | вища    | позапартійна                                  | Сільська рада, секретар                    |